# Осмоловка (Могилёвская область)
Осмо́ловка (бел. Асмо́лаўка) — деревня в составе Техтинского сельсовета Белыничского района Могилёвской области Белоруссии.

## Население
- 2010 год — 9 человек